# Крка (національний парк)
Крка (хорв. Krka) — національний парк в Хорватії.
Розташований у середній Далмації, в долині річки Крка, між містами Книн і Шибеник.

## Загальні відомості
Національний парк має площу 109 км² і пролягає вздовж русла Крки. Лише у двох місцях у південній частині парку його межа відходить на кілька кілометрів від річки — у бік міста Скрадин і вздовж притоки Крки — Чиколи.
Крка оголошено національним парком у 1985 році.
На річці в межах Національного парку є сім великих каскадів водоспадів із сумарним перепадом висот 242 м.

## Флора і фауна
Флора парку налічує понад 860 видів, серед них декілька ендеміків.
У водах Крка налічується 18 видів риб, з яких 10 ендемічні.
У парку мешкає безліч птахів, крім того через парк Крка проходить велика кількість маршрутів весняних і осінніх міграцій перелітних птахів, що надає йому велике значення для орнітологів.

## Цікаві місця
- Водоспади — сім мальовничих каскадів, розміщених уздовж всієї річки. Найбільшим і найвідомішим є нижній — Скрадинський Бук (хорв. Skradinski Buk).
  - Білушича Бук (хорв. Bilušića Buk) — 22 метри
  - Брлян (хорв. Brljan) — 15 метрів
  - Манойловач (хорв. Manojlovač) — перепад 60 метрів, у тому числі основний водоспад — 32 метри
  - Рошняк (хорв. Rošnjak) — 8 метрів
  - Міляцка Слап (хорв. Miljacka Slap) — 24 метри
  - Рошкі Слап (хорв. Roški Slap) — основний водоспад — 22,5 метра
  - Скрадинський Бук (хорв. Skradinski Buk) — 46 метрів.

- Францисканський монастир Вісовац — розташований на острові Вісовац посеред Крки. Заснований августинцями в XIV столітті. У 1445 році монастир перейшов до францисканців і був ними розширений і перебудований.

- Сербський православний монастир Крка — заснований в XIV столітті. За свою історію кілька разів руйнувався, в XVII столітті був зруйнований турками майже дощенту. Останній раз збиток йому завдано в 1995 році, під час війни в Югославії. У 2001 році монастир відреставрували.

- Етнографічний музей — поряд з водоспадом Скрадинський Бук. Крім іншого, експонуються водяні млини і своєрідна «пральна машина», що працює на енергії водоспаду.